# 林智子 (声優)
林 智子（はやし ともこ、1月19日 - ）は、日本の女性声優、舞台女優。福岡県出身。

## 経歴
以前は、アトミックモンキー、劇団ヘロヘロQカムパニーに所属していた。

## 人物
特技は歌、イラスト、卓球。

## 出演

### テレビアニメ
2002年
- OVERMANキングゲイナー（エリザベス、エイファ）
- ヴァイスクロイツ グリーエン

2003年
- 犬夜叉（勇太）
- GetBackers-奪還屋-（子供）

2004年
- 爆裂天使（子供）
- 妄想代理人（少年）

2005年
- SPEED GRAPHER（女子高生3）
- D.C.S.S. 〜ダ・カーポ セカンドシーズン〜（子供）
- BLOOD+

2006年
- 夢使い（和菓子屋女店員）

### ドラマCD
- 彩雲国物語（侍女）

### ゲーム
1999年
- キャプテン・ラヴ（幼稚園児部隊りえこ）

2006年
- マブラヴ オルタネイティブ　※PC

2007年
- マブラヴ ALTERED FABLE

2012年
- マブラヴ オルタネイティブ　※PS3
- 龍が如く5 夢、叶えし者

### 舞台
- 劇団ヘロヘロQカムパニー
  - 第16回公演「SYU-RA 煉　生キルカ死ヌカ」（2006年11月23 - 26日、前進座劇場）
  - 第18回公演「異人たちとの夏」（2007年12月12日 - 16日、シアターサンモール）
  - 第20回公演「八つ墓村#舞台」（2008年12月10日 - 14日、前進座劇場） -　田治見 小梅 役
  - 第21回公演「ウマいよ！地球防衛ランチ〜残さず食べてね〜」（2009年6月3日 - 7日、全労済ホールスペース・ゼロ）
  - 第22回公演「カラクリ雪之JOE変化」（2009年12月13日 - 19日、前進座劇場）
  - 第23回公演「電波ヒーロー〜夢みるチカラ〜FINAL」（2010年4月21日 - 25日、シアターサンモール）※【B組】
  - 第24回公演「悪魔が来りて笛を吹く#舞台」（2010年8月8日 - 14日、前進座劇場） -　三春園女将 役
  - ANIMATE presents 究極！アニメ店長DECADE〜頂上決戦!!! 兄沢VSブラックアニメイト！ 集結9人の戦士〜（2010年12月15日 - 19日、天王洲銀河劇場）
  - 第25回公演「魔界転生」（2011年6月14日 - 19日、前進座劇場）
  - 例外公演sieben「名探偵を探せ! Qの喜劇」〜湯煙温泉へ向かうミステリー列車で消えた三毛猫が呪いの斜め屋敷で狙われる!犬神家の悲劇は、不完全殺人事件!?〜（2013年4月10日 - 14日、TACCS1179）
  - 第28回公演「The Lizard Man リザードマン 〜Bitter Pain Dolls〜」2013年5月29日 - 6月2日、東京／新宿 全労済ホールスペース・ゼロ）

- 客演
  - アンドエンドレス第16回公演「Cornelia」（2001年12月6日 - 12日、東京芸術劇場小ホール1） -　メイ 役
  - アンドエンドレス第17回公演「美しの水 White Blue Red」（2002年5月18日 - 6月1日　東京芸術劇場小ホール1） -　河合曾良 役　※【White】
  - 印度華麗vol.9「大江戸に降る雪」（2003年12月3日 - 8日、シアターV赤坂）
  - カプセル兵団「からくりサーカス からくり編」（2012年2月9日 - 12日、笹塚ファクトリー） - 才賀勝 役
  - カプセル兵団「からくりサーカス サーカス編」（2012年11月15日 - 18日、笹塚ファクトリー） - 才賀勝 役
  - カプセル兵団「ダストシューターズ」（2013年2月28日 - 3月3日、笹塚ファクトリー）
  - アリスインプロジェクト・カプセル兵団「時空警察ヴェッカー1983」（2013年8月14日 - 18日、笹塚ファクトリー）※演出助手
  - カプセル兵団「月光条例 カグヤ編」（2015年9月27日 - 10月4日、笹塚ファクトリー） - 乙姫 役